# 价川集中營
39°34′16″N 126°03′20″E / 39.571086°N 126.055466°E
川集中營（：／ Kaech'ŏn Chŏngch'ibŏm Suyongso），正式名稱為价川第十四號管理所（：／ Kaechŏn Che14ho Kwalliso），位於平安南道价川市，是朝鮮境內的政治集中營之一。建成於1965年，至今關押有約六千餘囚犯。
其中包括家庭連坐罪的罪犯，他們通常由於親屬的入獄而入獄，有的甚至根本不知情。

## 知名釋囚
- 申東赫[4][5]
- 李顺玉

## 腳註
1. ↑  “价”，大也，並非“價”的簡化字。“价川”即“大河”之意。
2. ↑  Martin, Bradley K. . New York, NY: Thomas Dunne Books. 2004: 611–615. ISBN 0-312-32322-0.
3. ↑  在朝鲜集中营的日子[]
4. ↑  . 网易探索. 2012-04-03. （原始内容存档于2018-02-07）.
5. ↑  貝靈·哈登的書